# Указы от 11 февраля 1736 года
Указы от 11 февраля 1736 года — нормативно-правовые акты, определяющие мероприятия по подавлению башкирского восстания 1735—1736 гг. и регулирующие деятельность Оренбургской экспедиции (1734—1744).

## Описание
Указы от 11 (22) февраля 1736 года  были подготовлены по предложению начальника Оренбургской экспедиции И. К. Кирилова и начальника Комиссии башкирских дел А. И. Румянцева, подписаны императрицей Анной Иоанновной.
Указы предусматривали меры по наказанию повстанцев:
- для руководителей (Акай Кусюмов, Бепеня Торопбердин, Кильмяк Нурушев, Мурат Султан и другие) — смертная казнь;
- для остальных — ссылка для наиболее активных участников восстания, обязательная выплата штрафа лошадьми, дополнительный хлебный оброк, безвозмездная передача их угодий служилым мишарям.

Членов семей участников восстания, привлечённых к ответственности, должны были отправлять за пределы Башкортостана, продать в рабство и насильно крестить.
Мишари, тептяри и бобыли полностью были освобождены от уплаты оброка за землю башкирам, участвовавших в восстании. Вотчинные земли башкир-повстанцев, должны были передаваться мишарям. Дворяне, мишари и офицеры имели право покупать земли башкирских общин. Согласно указам, начальник Оренбургской комиссии мог свободно распоряжаться землёй в Башкортостане: основывать редуты и форпосты, размещать в них гарнизоны, строить горные заводы и крепости, раздавать её переселенцам.
Проведение несанкционированных царской администрацией йыйынов отныне запрещалось. Старосты башкирских волостей должны были заменяться верными местной русской администрации старшинами.
Согласно указам, башкирам был введён запрет иметь кузницы и покупать оружие. Также было велено их обезоружить.
Согласно указам, были введены ограничения на строительство мечетей и медресе. Численность ахунов в Башкортостане сокращалась до четырёх, то есть по числу дорог (Ногайская даруга, Сибирская даруга, Казанская даруга и Осинская даруга). Ахуны должны были назначаться с одобрения местных властей.
По указам заключать браки с казанскими татарами без согласия казанского губернатора было запрещено.
Указы от 11 февраля 1736 года расширяли земельные права дворянства, припущенников и остальных переселенцев в Башкортостане, при этом ограничивали права коренного народа.
Некоторые пункты, перечисленные в Указах, с 1737 года осуществлялись под руководством начальника Оренбургской комиссии В. Н. Татищева.